# Belgicabreen
Der Belgicabreen (norwegisch) ist ein großes Gletschergebiet im ostantarktischen Königin-Maud-Land. Es liegt östlich der Belgica Mountains und des Sør-Rondanebreen.
Wissenschaftler des Norwegischen Polarinstituts benannten es 2016 in Anlehnung an die Benennung der benachbarten Gebirgsgruppe. Deren Namensgeber ist die Belgica, Schiff der gleichnamigen Antarktisexpedition von 1897 bis 1899 unter der Leitung des belgischen Polarforschers Adrien de Gerlache de Gomery.